# رهنامه دریای اریتره

Names, routes and locations of the Periplus of the Erythraean Sea.

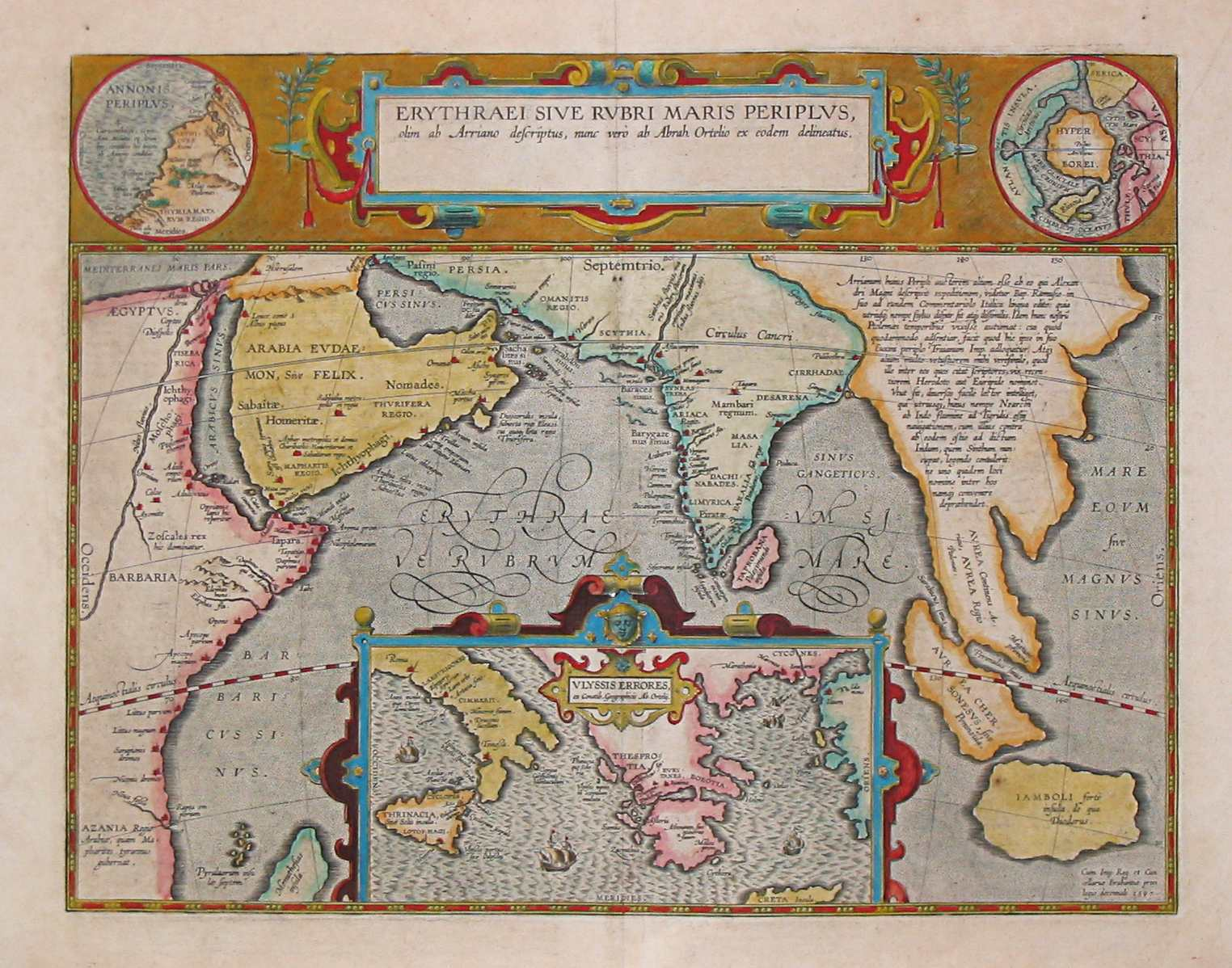
Ancient map (17th century) depicting the locations of the Periplus of the Erythraean Sea.

- دریای اریترا (Erythraean Sea یا دریای اریتره) نامی است که در کتاب‌های یونانیان و رومی‌ها به کار رفته و نقشه‌های اروپایی تا قرن هیجده آن را برای اقیانوس هند و یا  شمال اقیانوس هند به کار برده‌اند. در کتاب پریپلوس (سفرنامه) دریای آریترا Periplus of the Erythraean Sea. سفرهای یک یونانی از اسکندریه تا خلیج فارس را در ۶۶ پاره شرح می‌دهد. این سفرنامه به سالهای بین ۵۰ تا ۱۰۰ میلادی مربوط می‌شود. از آنجا که این کتاب اقیانوس هند را دریای اریترا نامیده‌است در بسیاری از منابع غربی قرن‌های ۱۴تا ۱۶ نیز اقیانوس هند و دریای عرب دریای اریترا نامیده شده‌است. او در بخشی از سفرنامه خود گفته‌است خلیج فارس دریایی است از هومانا (عمان) کشیده شده به سوی غرب که در انتهای آن آپلوگوس (اوبله) قرار دارد و حاکم آن به عدالت مشهور است. یقین اوبله عربی شده از آپلوگوس است. اوپلوگوس یا اوپلو در سفرنامه پریپلوس شرح داده شده که در انتهای دریای پارس است و مکان تقریبی آن شهر آبادان امروزی است.

## کشورهای کناره
- عمان
- ایران
- یمن
- پاکستان
- هندوستان
- سریلانکا
- سومالی
- مالدیو